# Limfjordsbroen
Limfjordsbroen (dänisch für „die Limfjordbrücke“) ist eine Klappbrücke in Dänemark, die durch die Innenstadt von Aalborg über den Limfjord nach Nørresundby führt. Die rund 640 Meter lange Brücke verbindet die Halbinsel Himmerland mit der nordjütischen Insel Vendsyssel-Thy. Auf der vierspurigen Straßenbrücke verläuft die Fernstraße Sekundærrute 180, die von Aarhus bis Sæby führt. In der Mitte kann die Klappbrücke für die Schifffahrt geöffnet werden.

## Geschichte
Vor Errichtung der Limfjordsbro waren Aalborg und das damals noch eigenständige Nørresundby neben der Eisenbahnbrücke von 1879 mit einer Pontonbrücke verbunden, die 1865 gebaut wurde. Forderungen nach einer festen Verbindung führten 1920 zur ersten öffentlichen Ausschreibung; zum Baubeginn kam es aber erst zehn Jahre später. Das Vorhaben bedeutete einen großen Eingriff in die Stadtplanung, da in beiden Städten Hauptstraßen verlegt werden mussten. Die starke Strömung im Limfjord erforderte eine Positionierung im Winkel von 90° zur Wasserströmung, damit Schiffe sicher durchfahren können. Nach Einweihung der Limfjordsbro am 30. März 1933 wurde zwei Jahre später erneut gefeiert, als am 15. Mai 1935 die Brückenmaut abgeschafft wurde.
Um dem zunehmenden Verkehrsaufkommen gerecht zu werden, wurde die Brücke 1960 von 14,50 Meter auf die heutigen 21,40 Meter verbreitert. Trotz dieser Maßnahme galt sie bis zur Eröffnung des Limfjordtunnels im Jahr 1969 als verkehrsreichste Landstraße Dänemarks.